# Pedro Espinoza
Pedro Espinoza, detto Camagüey (Santa Ana, 20 ottobre 1934 – Caracas, 11 giugno 2011), è stato un allenatore di pallacanestro venezuelano.

## Carriera
Ha guidato il Venezuela ai Campionati americani del 1988.